# Математична психологія
Математична психологія — підхід до психологічних досліджень, заснований на математичному моделюванні процесів сприйняття, мислення, когнітивних і моторних процесів, а також на встановленні математизованих правил, які пов'язують кількісні характеристики стимулів з кількісними характеристиками реакцій. Математичний підхід у психології використовується з метою висунення строгіших, формалізованих гіпотез. Кількісно оцінювану реакцію організму найчастіше можна зафіксувати в процесі розв'язування певних задач: рухових, когнітивних тощо.
Оскільки кількісна оцінка реакції на фіксований стимул випробуваного є фундаментальною в цьому напрямку психології, теорія вимірювань є однією з центральних тем математичної психології. Тому ж математична психологія тісно пов'язана зі психометрією. Однак у тих випадках, коли психометрія пов'язана з індивідуальними відмінностями, математична психологія фокусується на моделях процесів сприйняття, когнітивних і моторних процесів, які виводяться з «усередненого індивіда». Крім того, тоді як психометрія досліджує статистичну структуру залежності між змінними, які спостерігаються в популяції, математична психологія фокусується на формалізації даних, отриманих експериментально, і тому ще тісніше пов'язана з експериментальною психологією і когнітивною психологією.
Математичні психологи активно працюють у багатьох галузях психології, особливо в психофізиці, аналізі відчуттів і сприйняття, аналізі процесу розв'язування задач і прийняття рішень у когнітивній психології.

## Історія
Математичне моделювання в психології має довгу історію, починаючи з XIX століття, коли Ернст Вебер (1795—1878) і Густав Фехнер (1801—1887) одними з перших успішно застосували математичну техніку функційних рівнянь до опису психологічних процесів. Тим самим вони створили галузь експериментальної психології в цілому і психофізики зокрема.
Астрономи в XIX столітті наносили на карту відстані між зорями, позначаючи точний час проходження зорі через центр розмічальної сітки на лінзі телескопа. Через відсутність інструментів точної автоматичної реєстрації, ці вимірювання часу ґрунтувалися виключно на швидкості реакції людини. Було помічено, що існують невеликі систематичні відмінності в часі, заміряному різними астрономами. Їх уперше систематично вивчив німецький астроном Фрідріх Бессель (1782—1846). Він вивів серію рівнянь на основі вимірювань елементарної швидкості реакції, які б дозволили виправити індивідуальні похибки в астрономічних розрахунках. Незалежно від цього, фізик Герман фон Гельмгольц виміряв час реакції, щоб визначити швидкість нервової провідності.
Ці два напрямки роботи об'єднали в своїх дослідженнях голландський фізіолог Ф. К. Дондерс і його учень Дж. Дж. Де Ягер, які висунули гіпотезу про зв'язок часу реакції і швидкості розумових операцій. Дондерс передбачав використання своєї теорії для наукового виведення елементів складної когнітивної діяльності шляхом вимірювання часу, необхідного на елементарні реакції.
Першу психологічну лабораторію заснував у Німеччині Вільгельм Вундт, який широко використовував ідеї Дондерса. Однак результати, отримані в його лабораторії, було важко відтворити, що пов'язано з методом інтроспекції, який Вундт повсюдно використовував у своїх роботах. Проблеми виникали через індивідуальні відмінності в швидкості реакції астрономів. Хоча Вундт, схоже, не цікавився цими індивідуальними варіаціями і зосередився на вивченні людського розуму взагалі, його американський студент Джеймс Маккін Кеттелл, перебуваючи в Англії, зацікавився цими відмінностями і почав працювати над їх дослідженням.
Провал інтроспективного методу Вундта привів до виникнення різних нових ідейних напрямків. В Англії, під впливом антропометричних досліджень Френсіса Гальтона, інтерес зосередився на індивідуальних відмінностях між людьми за психологічними змінними відповідно до праць Бесселя. Кеттелл незабаром перейняв методи Гальтона і допоміг закласти фундамент психометрії.

### XX століття
У США біхевіоризм розвивався як опозиція інтроспекціонізму, сфокусувавши психологічні дослідження на різних теоріях навчання й учіння. У Європі ж інтроспективні методи збереглися в гештальтпсихології. Біхевіоризм домінував у американській психології аж до кінця Другої світової війни. Формалізовані теорії переважно були відсутні (за винятком теорій, що описують слухове і зорове сприйняття).
Під час війни проводилася величезна кількість досліджень в галузі інженерії, математичної логіки, теорії обчислюваності, інформатики, математики, а військові потребували розуміння основ людської поведінки і фізіологічних, психологічних меж організму (чутливості, порогові подразники, особливості сприйняття). Багато з цих досліджень об'єднували роботи економістів, математиків, психологів, інженерів і фізиків. Із суміші цих дисциплін і їх методів виросла нова галузь (одна з багатьох) — математична психологія. На розвиток психологічної думки того періоду значно вплинули такі теорії: теорія ігор, теорія інформації, теорія лінійних систем, теорія випадкових процесів, математична логіка.
У цей же період опубліковано дві статті в Psychological Review, які допомогли явно позначити зародження нової дисципліни в світі, де все ще домінували біхевіористи. Перша, яку написали Bush і Mosteller, заклала основи операційного підходу в теоріях навчання,
а друга, за авторством Estes, заклала основи робіт зі стимульним матеріалом у теоретичній психології. Ці дві роботи містили перший детальний формальний опис результатів експериментів з навчанням.
У 1950-х роках відбувся сплеск математичних теорій психологічних процесів, зокрема сформульовано аксіому вибору Льюса, Теннер і Светс розробили застосування теорії виявлення сигналу до виявлення людиною стимулів, а також підхід Міллера до інформаційних процесів у психології. До кінця 1950-х число математичних психологів виросло вже до кількох десятків, окрім тих, хто займався виключно психометрією. Більшість із них працювали в університетах Індіани, Мічигану, Пенсильванії і Стенфорда.
Для того, щоб більш явно виділити предмет і галузь застосування математичної психології, ґрунтуючись багато в чому на роботах 1950-х років, Льюс, Буш і Галантер написали два підручники і три збірки статей. Влітку 1963 року з'явилася потреба в створенні централізованого журнального видання, яке б дозволило об'єднати найсвіжіші та актуальні публікації в галузі теоретичної математичної психології. Ініціативу висунули і пізніше реалізували Річард Аткінсон, Вільям Естес, Данкан Льюс і Патрік Суппес. У січні 1964 року вони заснували журнал Journal of Mathematical Psychology.
Під впливом досліджень у математичній логіці, інформатиці, теорії обчислень і лінгвістиці, в 1960-х роботи в галузі математичної психології також починають тяжіти до досліджень механізмів обчислюваності. Прикладами останніх є так звані когнітивні архітектури (наприклад, продукційна модель, ACT-R), а також коннекціонізм або нейронні мережі.
Значущими результатами також є математизовані психофізичні закони, які виявляють зв'язки між величиною стимулу й інтенсивністю відчуття: закон Вебера — Фехнера, закон Стівенса, закон порівняльних суджень Терстоуна, теорія виявлення сигналу, закон відповідності, модель Рескорли — Вагнера. Тоді як перші три закони мають детермінований характер, подальші встановлені відношення є більш стохастичними. Це було спільною темою еволюції в математичному моделюванні психологічних процесів: від детерміністичних відношень, як у класичній фізиці, до стохастичних моделей.

## Визначні математичні психологи
- Джон Андерсон[en]
- Річард Аткінсон[en]
- Вільям Батчер
- Джером Базмеєр[en]
- Ганс Колоніус
- Клід Кумбс[en]
- Робін Дейвс[en]
- Ехтібар Джафаров
- Вільям Естес[en]
- Джин-Клауд Фолмен[en]
- Б.Ф.Грін
- Деніел Канеман
- Роджер Кірк[en]
- Д. Кранц
- В.Р.Леймінг
- Роберт Данкан Льюс
- Девід Марр (нейробіолог)
- Джеймс Макклелланд
- Деей Мюїнг
- Льюис Наренс[en]
- Аллен Ньюелл
- Роберт Нософскі
- Роджер Раткліф
- Девід Румельгарт
- Герберт Саймон
- Роджер Шепард
- Річард Шифрін[en]
- Стенлі Стівенс[en]
- Джордж Сперлінг[en]
- Саул Стернберг[en]
- Патрік Суппес
- Джон Светс[en]
- Джошуа Таненбаум[en]
- Джеймс Тоунсенд[en]
- Луїс Терстоун
- Амос Тверські
- Рольф Ульрих
- Дірк Ворберг
- Ерік-Джейн Вейдженмейкер[en]
- Томас Віккенс

## Журнали та організації
Основні журнали — British Journal of Mathematical and Statistical Psychology і Journal of Mathematical Psychology . У цій галузі також проводяться три щорічні конференції: щорічні збори Товариства математичної психології в США, щорічні збори Європейської групи математичної психології і Австралійська конференція з математичної психології.